# V382 Velorum
Nova V382 Velorum a apărut în constelația Vela în 1999 cu o magnitudine de 2.6. Descoperită de astronomii din Brazilia.

## Coordonate delimitative
Ascensie dreaptă: 10h 44m 49s.5   
Declinație: -52° 25' 35"